# Myrmecocystus
Myrmecocystus (англ. Honeypot ants) — род муравьёв трибы Lasiini из подсемейства Formicinae (Formicidae).

## Распространение
Северная Америка: эндемик засушливых и полузасушливых местообитаний на западе США и севере Мексики.

## Описание
Среднего размера муравьи от бледно-жёлтого (Myrmecocystus christineae, Myrmecocystus pyramicus) до чёрного цветов (Myrmecocystus creightoni).
Обитатели пустынных регионов Мексики и США, сходные с бегунками рода Cataglyphis (триба Formicini) Африки и Евразии. Один из пяти родов медовых муравьёв, у которых встречаются муравьиные бочки — специализированная группа рабочих особей, хранящих в раздутых зобиках брюшка запасы жидкой углеводной пищи. Обладают длинными нижнегубными щупиками и развитым псаммофором. Медовые бочки описаны у 20 видов Myrmecocystus
У вида Myrmecocystus mexicanus медовые бочки имеют размер брюшка 6-12 мм и вес 0,09-0,98 г. Камера с такими муравьями находится на глубине 0,3-1,6 м и включает от 8 до 240 медовых бочек. Всего в гнезде может быть около десятка таких камер (от 7 до 19).
Обнаружены генетические доказательства факультативной полигинии у M. mimicus и обязательной моногинии и случайной полиандрии у M. depilis.
Молодые самки после брачного полёта могут объединяться в группы для основания новой колонии, что повышает их шансы к выживанию. Первичная полигиния встречается в некоторых, но не во всех популяциях медовых муравьёв Myrmecocystus mendax. В частности, обнаружено, что все зрелые колонии в популяции в горах Сьерра-Анча в центральной Аризоне (США), были полигинными с относительно большим количеством маток (в среднем = 6,27), в то время как большинство зрелых колоний в горах Чирикауа, юго-восточная Аризона была моногинной.
У видов M. mimicus и M. depilis, отмечено явление факультативного внутри- и межвидового рабовладения. (например, M. depilis нападает на M. mimicus, но не наоборот).
Муравьёв также используют в пищу некоторые местные народы. Например, Мексиканские индейцы едят рабочих муравьёв с толстым наполненным брюшком, известных как replete или honeypots («медовые бочки» Myrmecocystus).

## Систематика
Датирование дивергенции предполагает, что расхождение между Myrmecocystus и его сестринским таксоном Lasius произошло в раннем миоцене. Краун-группа Myrmecocystus начала диверсифицироваться около 14,08 млн лет назад, когда постепенная аридизация юго-запада США и северной Мексики привела к образованию американских пустынь и адаптивной радиации многих пустынных таксонов.
Более 30 видов, в том числе:
- Myrmecocystus christineae Snelling, 1982
- Myrmecocystus colei Snelling, 1976
- Myrmecocystus creightoni Snelling, 1971
- Myrmecocystus depilis Forel, 1901
- Myrmecocystus ewarti Snelling, 1971
- Myrmecocystus flaviceps Wheeler, 1912
- Myrmecocystus hammettensis Cole, 1938
- Myrmecocystus intonsus Snelling, 1976
- Myrmecocystus kathjuli Snelling, 1976
- Myrmecocystus kennedyi Snelling, 1969
- Myrmecocystus koso Snelling, 1976
- Myrmecocystus lugubris Wheeler, 1909
- Myrmecocystus melanoticus Wheeler, 1914
- Myrmecocystus melliger Forel, 1886
- Myrmecocystus melliger (Llave, 1832)
- Myrmecocystus mendax Wheeler, 1908
- Myrmecocystus mexicanus Wesmael, 1838 typus[10][11]
- Myrmecocystus mimicus Wheeler, 1908[12][13]
- Myrmecocystus navajo Wheeler, 1908
- Myrmecocystus nequazcatl Snelling, 1976
- Myrmecocystus perimeces Snelling, 1976
- Myrmecocystus placodops Forel, 1908
- Myrmecocystus pyramicus Smith, 1951
- Myrmecocystus romainei Snelling, 1975
- Myrmecocystus semirufus Emery, 1893
- Myrmecocystus snellingi Bolton, 1995
- Myrmecocystus tenuinodis Snelling, 1976
- Myrmecocystus testaceus Emery, 1893
- Myrmecocystus wheeleri Snelling, 1971
- Myrmecocystus yuma Wheeler, 1912[14]